# Tzutzbén Bajo
Tzutzbén Bajo es una localidad del municipio de Larráinzar ubicado en la región de Los Altos del estado mexicano de Chiapas. En 2015, Tzutzbén Bajo fue fusionada con la localidad de Tzutzbén, siendo posteriormente desfusionada de esta misma en 2017.

## Geografía
La localidad de Tzutzbén Bajo se sitúa en las coordenadas geográficas 16°53′39″N 92°42′40″O / 16.894167, -92.711111, a una elevación de 1,954 metros sobre el nivel del mar.

## Demografía
Según el Censo de Población y Vivienda 2020, efectuado por el Instituto Nacional de Estadística y Geografía, la localidad de Tzutzbén Bajo tiene 191 habitantes, de los cuales 88 son del sexo masculino y 103 del sexo femenino. Su tasa de fecundidad es de 2.52 hijos por mujer y tiene 42 viviendas particulares habitadas.
| Gráfica de evolución demográfica de Tzutzbén Bajo entre 1995 y 2020 |
|                                                                     |
| INEGI.                                                              |